# Cirrhochrista brizoalis
Cirrhochrista brizoalis is een vlinder uit de familie van de grasmotten (Crambidae), uit de onderfamilie van de Spilomelinae. De wetenschappelijke naam van deze soort is voor het eerst voorgesteld als Margaronia brizoalis door Francis Walker in een publicatie uit 1859.

## Verspreiding
De soort komt voor in 
- het Oriëntaals gebied (China (Yunnan, Hong-Kong, Hainan[1]), India[2], Nepal[3], Bhutan[4], Cambodja[5], Taiwan[6], de Filipijnen[4], Maleisië (Sabah)[3], Indonesië (Ambon, Sulawesi, West-Papoea[3])),
- het Palearctisch gebied (Korea[5], Japan[7]),
- het Australaziatisch gebied (Papoea-Nieuw-Guinea[4], Australië (Queensland)).

## Waardplanten
De rups leeft op Ficus carica, Ficus superb (Moraceae) en Eriobotrya japonica (Rosaceae).